# Angél Fernández Artime
Angél Fernández Artime, S.D.B., (Luanco (Gozón), 21 augustus 1960) is een Spaans rooms-katholiek bisschop en kardinaal. Tot 2024 was hij de algemeen overste van de Salesianen van Don Bosco.
Fernández Artime trad op achttienjarige leeftijd in bij de Salesianen en werd in 1987 tot priester gewijd. In 2014 volgde hij Pascual Chávez Villanueva als 10e opvolger van don Bosco als overste van de Salesianen. Op het Algemeen Kapittel van 2020 in Turijn-Valdocco werd hij herkozen voor een nieuwe termijn van zes jaar.
Op het consistorie van 30 september 2023 werd Fernández Artime door paus Franciscus kardinaal gecreëerd met als titelkerk de Santa Maria Aussiliatrice. Op 5 maart 2024 werd hij benoemd tot titulair aartsbisschop van het antieke Ursona (in Spanje). Op 20 april van hetzelfde jaar werd hij in Rome tot bisschop gewijd door de Zwitserse kardinaal Tscherrig en de salesiaanse bisschoppen López Romero en Van Looy. De algemeen overste maakte vlak voor zijn wijding in een brief bekend dat de paus hem nog toestond om in functie te blijven tot 16 augustus 2024 (de 209de geboortedag van don Bosco) en dat een Algemeen Kapittel daarna in februari 2025 zijn opvolger zou kiezen. Na zijn ontslag als algemeen overste stelt Fernández Artime zich ten dienste van de paus.
Simona Brambilla werd op 6 januari 2025 benoemd tot prefect van het Dicasterie voor Instituten van Gewijd Leven en voor Gemeenschappen van Apostolisch Leven en werd daarmee de eerste vrouwelijke leider van een departement van de Romeinse Curie. Fernández Artime werd pro-prefect, omdat sommige taken van een prefect verricht moeten worden door iemand die tot priester gewijd is.
- Biblioteca Nacional de España: XX5603435
- Gemeinsame Normdatei: 1069351547
- International Standard Name Identifier: 0000 0004 4774 2757
- Istituto Centrale per il Catalogo Unico: TO0V678321
- Système universitaire de documentation: 189611804
- Virtual International Authority File: 315524152
- WorldCat: E39PBJfmhPph3whPGcFfpTRR8C